# Liste von Limeswachtürmen
Die Liste von Limeswachtürmen führt bislang nur einige wenige der am Niedergermanischen Limes und Obergermanisch-Raetischen Limes etwa alle 200 m bis 1000 m stehenden Wachtürme auf. An den älteren Limesabschnitten waren zunächst nur Holztürme errichtet worden von denen allenfalls ein von einem Graben umgebender Hügel erhalten ist. Seit der Mitte des 2. Jahrhunderts wurden dauerhaftere Türme aus Stein errichtet. Eine allgemeine Beschreibung der meist mit einem quadratischen Grundriss von 4,8 bis 6 m Seitenlänge unterschiedlich gebauten Steintürme findet sich unter anderem im Artikel zum Limes.

## Liste
- Limeswachturm Limeshain, Hessen
- Limeswachturm Lorch, Baden-Württemberg
- Limeswachturm Osterburken, Neckar-Odenwald-Kreis
- Limeswachturm Vielbrunn, Odenwaldkreis
- Limeswachturm WP 2/1, Bad Ems
- Limeswachturm Wp 3/26, Idstein
- Limeswachturm WP 4/49, Pohlheim